# 학사로
학사로(Haksa-ro)는 부산광역시 북구 화명동 수정역 교차로 에서 화명동 율리역 교차로 까지 이어주는 도로이다.

## 주요 경유지
부산광역시
- 북구 (화명동 . 금곡동)

## 노선
| 이름             | 접속 노선                | 소재지     | 소재지 | 비고 |
| ---------------- | ------------------------ | ---------- | ------ | ---- |
| 수정역 교차로    | 국도 제35호선 (금곡대로) | 부산광역시 | 북구   |      |
| 화명역 교차로    | 화명대로                 | 부산광역시 | 북구   |      |
| 화명2호교 교차로 | 금곡대로347번길          | 부산광역시 | 북구   |      |
| 화명2호교        |                          | 부산광역시 | 북구   |      |
| 율리역 교차로    | 국도 제35호선 (금곡대로) | 부산광역시 | 북구   |      |

## 주요 건물 및 시설
- 부산어촌박물관 (학사로 128/화명동 2279)
- 화명역 (학사로 135/화명동 2251)
- 명진중학교 (학사로 192/화명동 2258)
- 뚜레쥬르 율리역점 (학사로 299/금곡동 1880-12)